# Domenico Fontana
Domenico Fontana (Melide, 1543 – Napoli, 28 giugno 1607) è stato un architetto italiano originario del Canton Ticino.
Ha operato a Roma e a Napoli nel tardo Rinascimento sotto Papa Sisto V.

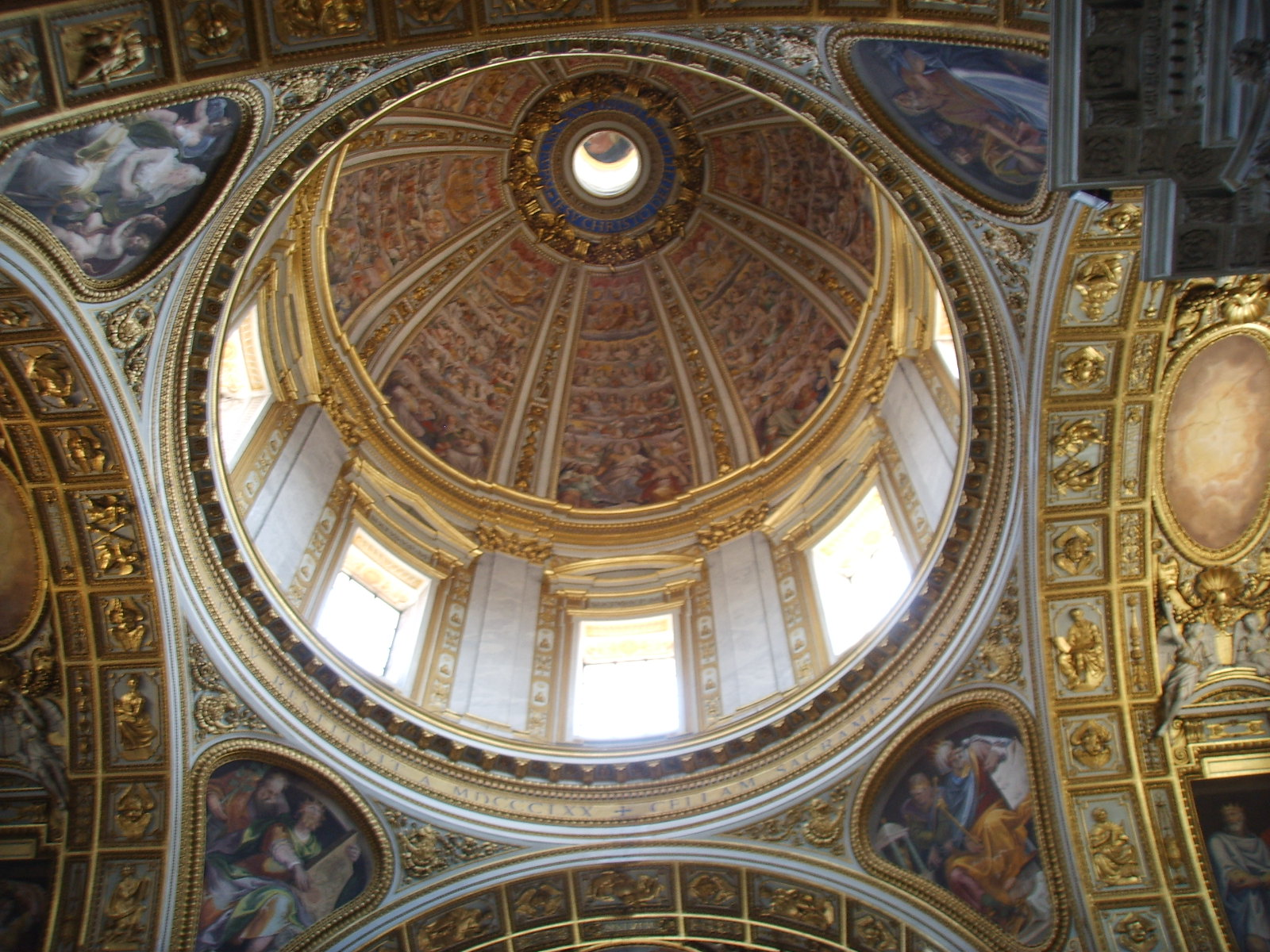
Santa Maria Maggiore: la Cappella Sistina, cupola

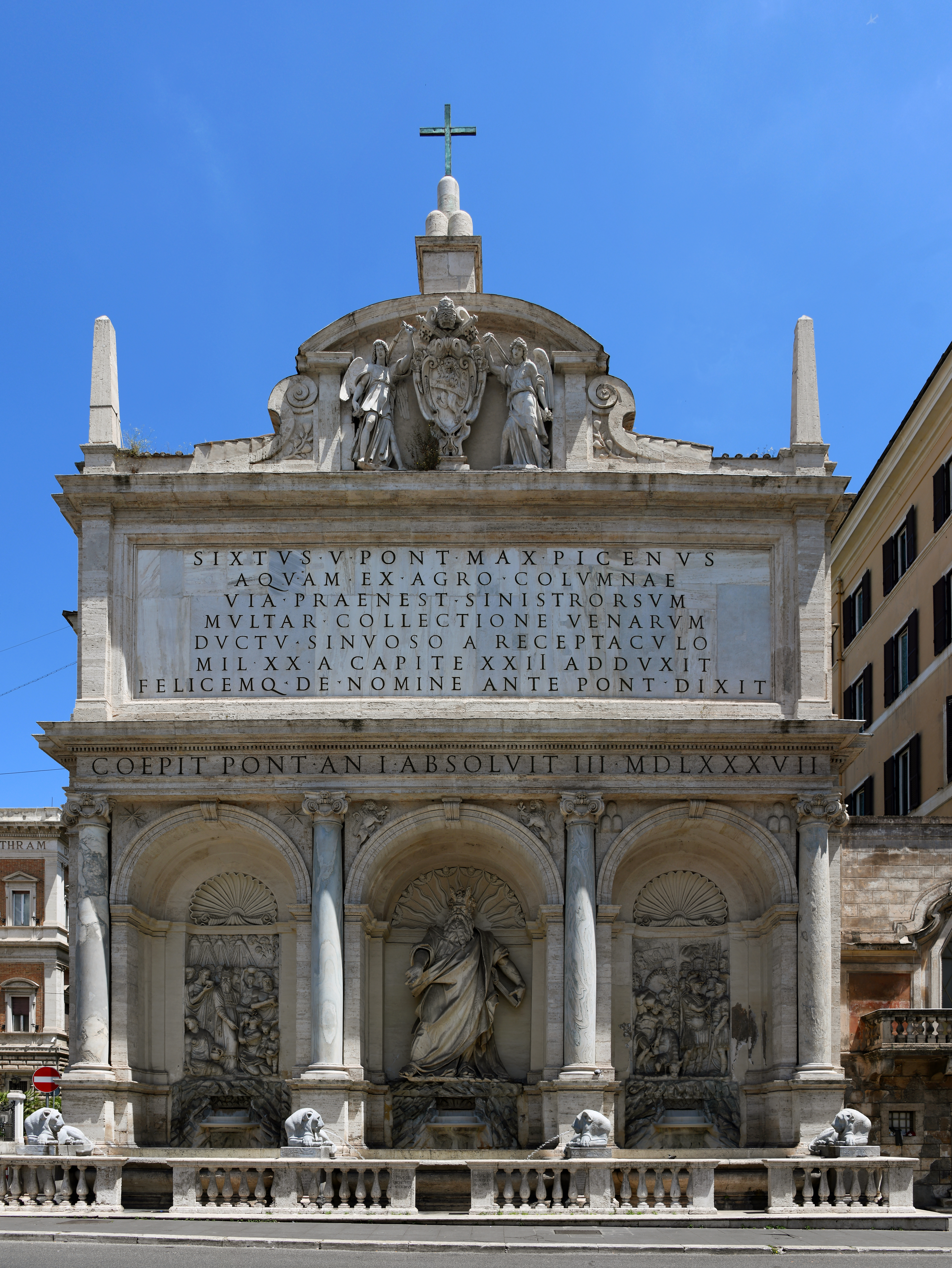
La fontana del Mosè

## Biografia

### Gli esordi

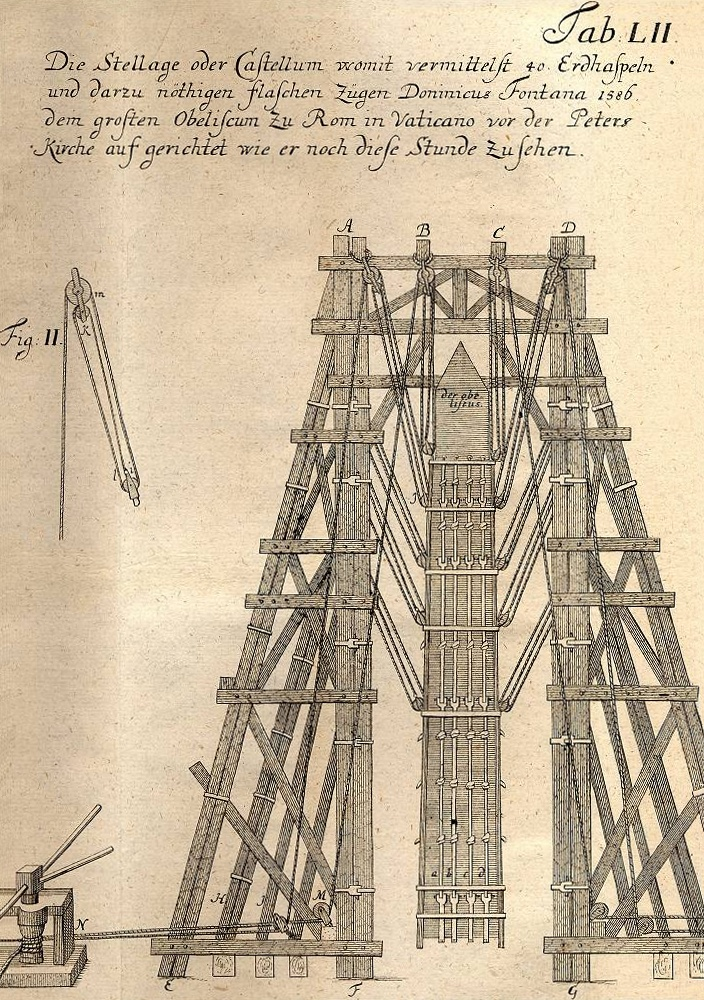
Illustrazione del metodo con cui Fontana eresse nel 1586 l'obelisco Vaticano. Incisione del XVIII secolo.

Fontana fu il primo architetto ticinese a salire alla grande ribalta dell’architettura romana. Inaugurò una linea diretta di costruttori ticinesi che si sarebbero imposti come egemoni a Roma per quasi due secoli. Domenico Fontana, Carlo Maderno e Francesco Borromini diedero alle maestranze e compagnie ticinesi un ruolo da protagonista nella costruzione della Roma barocca che si propagò almeno fino a Carlo Fontana, morto nel 1714. 
Si recò, appena ventenne nel 1563, a Roma, per raggiungere il fratello maggiore, e comunque prima della morte di Michelangelo e fece profondi studi sulle opere dei maestri antichi e moderni. Ebbe in particolare la confidenza del cardinale Felice Peretti, che in seguito divenne papa Sisto V. Il cardinale nel 1584 lo incaricò di costruire nella basilica di Santa Maria Maggiore una cappella laterale a cupola, con pianta a croce greca, la Cappella Sistina (da non confondere con l'omonima cappella del Vaticano). La nuova cappella incorporò la Cappella del Presepio di Arnolfo di Cambio. È una meravigliosa struttura a croce greca, ben bilanciata, nonostante la profusione di particolari e il sovraccarico di ricchi ornamenti, che in nessun modo interferiscono con lo schema architettonico principale.
In quest'opera Fontana poté dimostrare le proprie capacità tecniche, infatti la nuova cappella doveva incorporare la Cappella del Presepio di Arnolfo di Cambio: il piccolo sacello fu trasportato tutto intero all'interno del nuovo vano utilizzando complesse macchine di cantiere.
La cupola, leggermente ogivale, ha fatto parlare di una certa tendenza verso proporzioni "gotiche" dell'architettura di Fontana. La cappella fu destinata ad accogliere la tomba di papa Sisto V. Anche Pio V è sepolto qui.
Per lo stesso committente costruì il Palazzo Montalto vicino alla Basilica di Santa Maria Maggiore, con un'abile distribuzione delle masse e con uno schema decorativo fatto di rilievi e dei festoni, impressionante per l'abilità con cui l'artista ha adattato il progetto allo spazio a sua disposizione. 
Dopo l'accesso al soglio di San Pietro di Sisto V, nel 1585 venne nominato architetto di San Pietro, Aggiunse la lanterna alla cupola di San Pietro e propose il prolungamento dell'interno in una navata ben definita.
Ottenne, tra altre distinzioni, il titolo di cavaliere dell'Ordine dello Speron d'oro.

### Le grandi opere

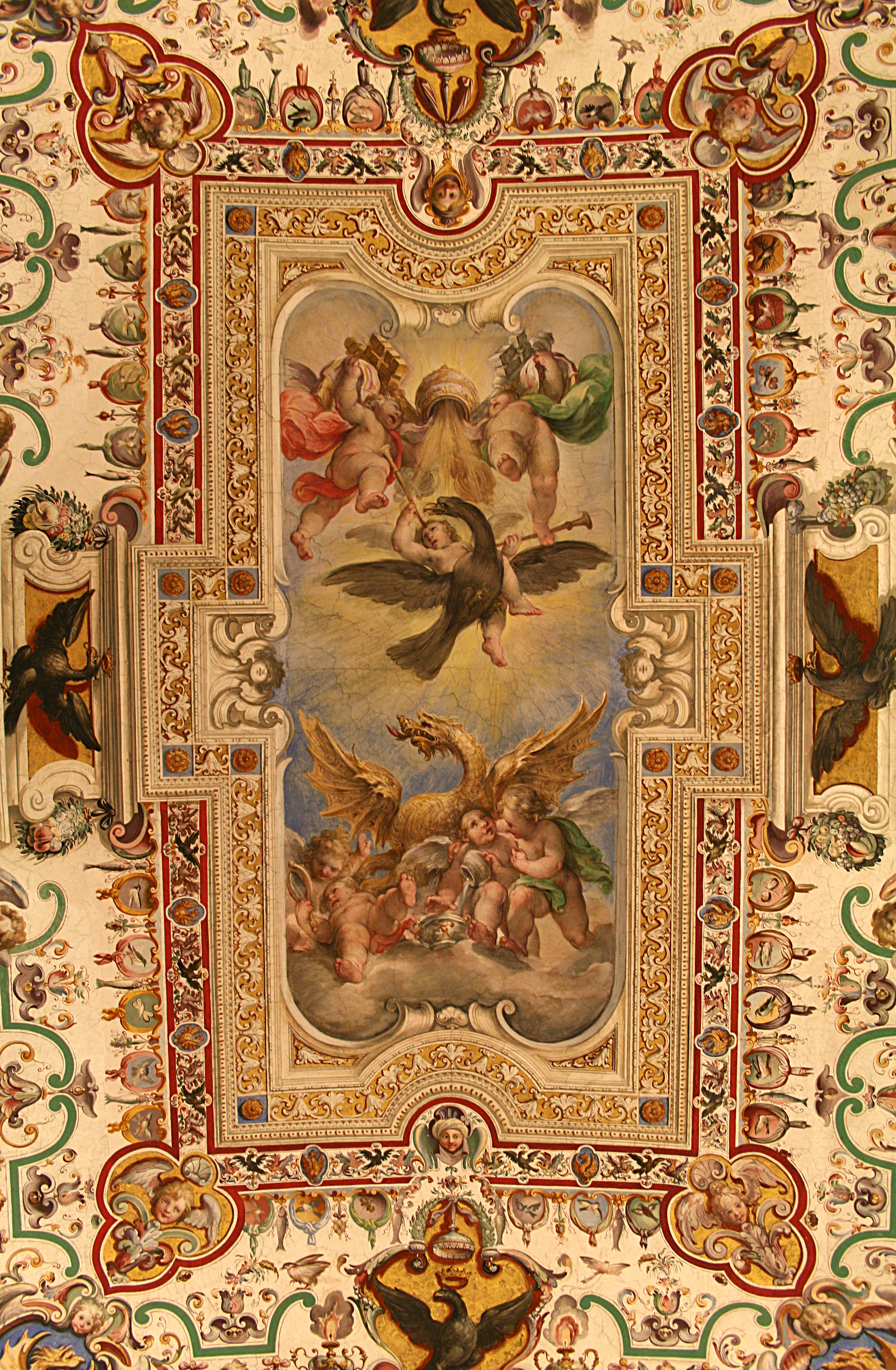
Sale Sistine - Biblioteca apostolica Vaticana

Più rilevanti furono i cambiamenti che portò a San Giovanni in Laterano (verso il 1586), dove introdusse nella loggia della facciata settentrionale un'imponente doppia arcata di ampio respiro e probabilmente aggiunse il portico a due piani alla Scala Santa.
Fra le costruzioni civili il suo forte stile, con una forte influenza della scuola del Vignola, è esemplificato meglio dal Palazzo del Laterano (iniziato nel 1586), in cui l'applicazione vigorosa dei principi strutturali e di una potenza di coordinazione è innegabile, ma anche con un'assoluta mancanza di immaginazione e una monotonia di stile. Era una sua caratteristica il rimanere soddisfatto con una singola soluzione di un problema architettonico, come mostra il fatto che ha in seguito riapplicato il motivo del palazzo di Laterano in quella parte del Vaticano che contiene l'attuale residenza papale e nelle aggiunte al palazzo del Quirinale.
Nel complesso del Vaticano realizzò la facciata del palazzo papale verso la piazza e progettò il braccio trasversale attraverso il cortile del Belvedere per accogliere la Biblioteca vaticana.
Nel 1586 innalzò l'obelisco di Piazza San Pietro (Obelisco Vaticano) di cui fa un resoconto nel libro Della transportatione dell'obelisco Vaticano e delle fabriche di Sisto V (Roma, 1590). Inoltre usò la sua conoscenza della statica, che destò allora lo stupore universale, nell'innalzamento di altri tre obelischi antichi in Piazza del Popolo (Obelisco Flaminio), in Piazza di Santa Maria Maggiore (Obelisco Esquilino) e in Piazza San Giovanni in Laterano (Obelisco Lateranense).
Tra i suoi collaboratori romani anche Carlo Lambardi.

### L'epilogo napoletano

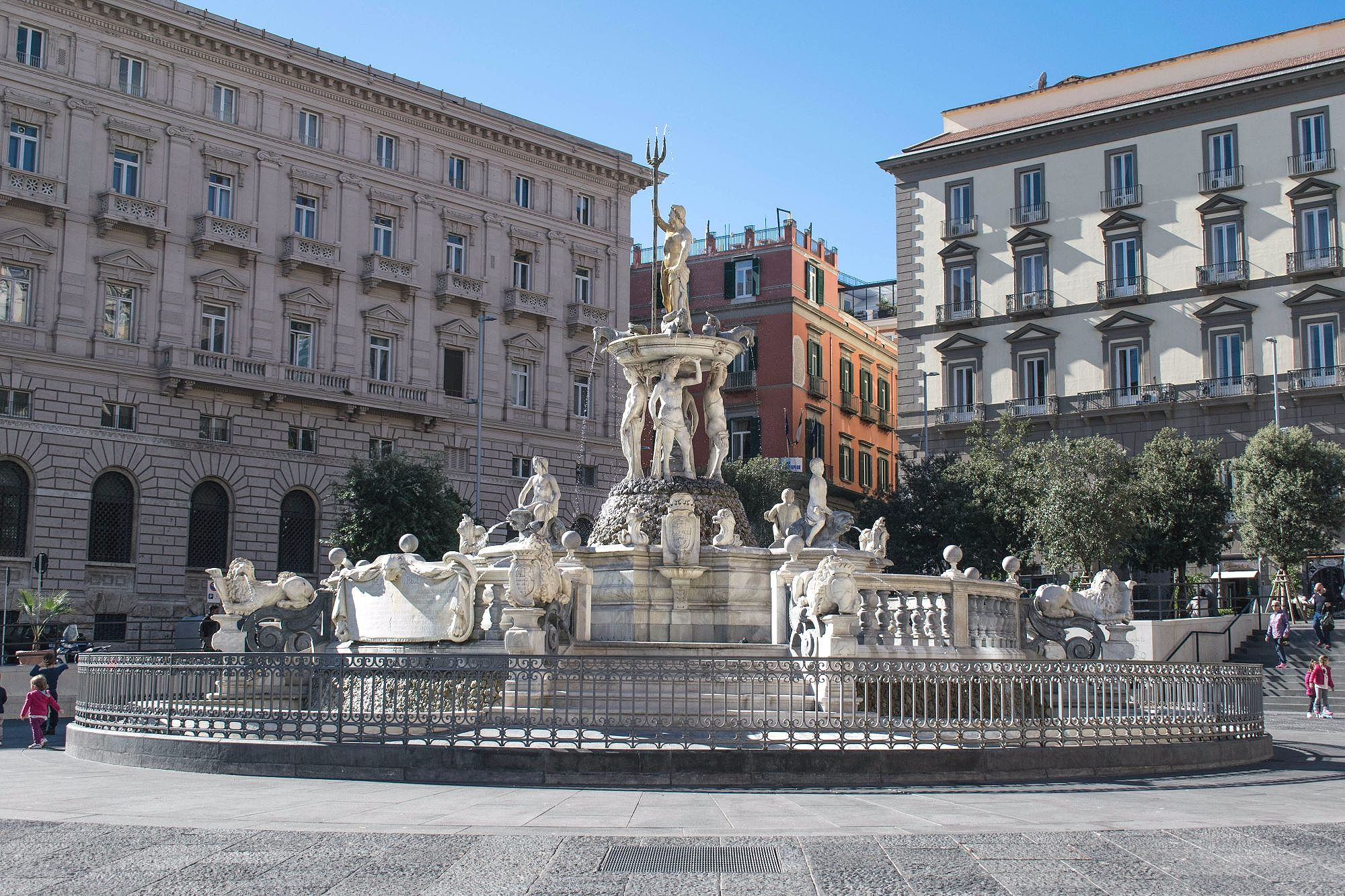
Fontana del Nettuno a Napoli

Dopo la morte del suo patrocinatore, per il quale allestì un sontuoso catafalco, continuò per un certo tempo a lavorare per il suo successore, papa Clemente VIII, che non gli dimostrò altrettanto favore. Presto il malcontento per il suo stile verticistico di conduzione del cantiere petrino, l'invidia e l'accusa di essersi appropriato di soldi pubblici, lo spinse a Napoli nel 1592, dove fu al servizio del viceré spagnolo Conte di Miranda, impegnato in opere di grande importanza urbanistica e ingegneristica, come la sistemazione delle acque dei Regi Lagni. L'incarico di maggior prestigio fu la progettazione del nuovo Palazzo Reale la cui costruzione fu avviata nel 1600.
Fu sepolto nella chiesa di Sant'Anna dei Lombardi come aveva chiesto; vi fu eretto il sepolcro che, dopo il crollo della chiesa nel 1805, fu traslato nel vestibolo della chiesa di Monteoliveto, dove l'Arciconfraternita dei Lombardi si trasferì.

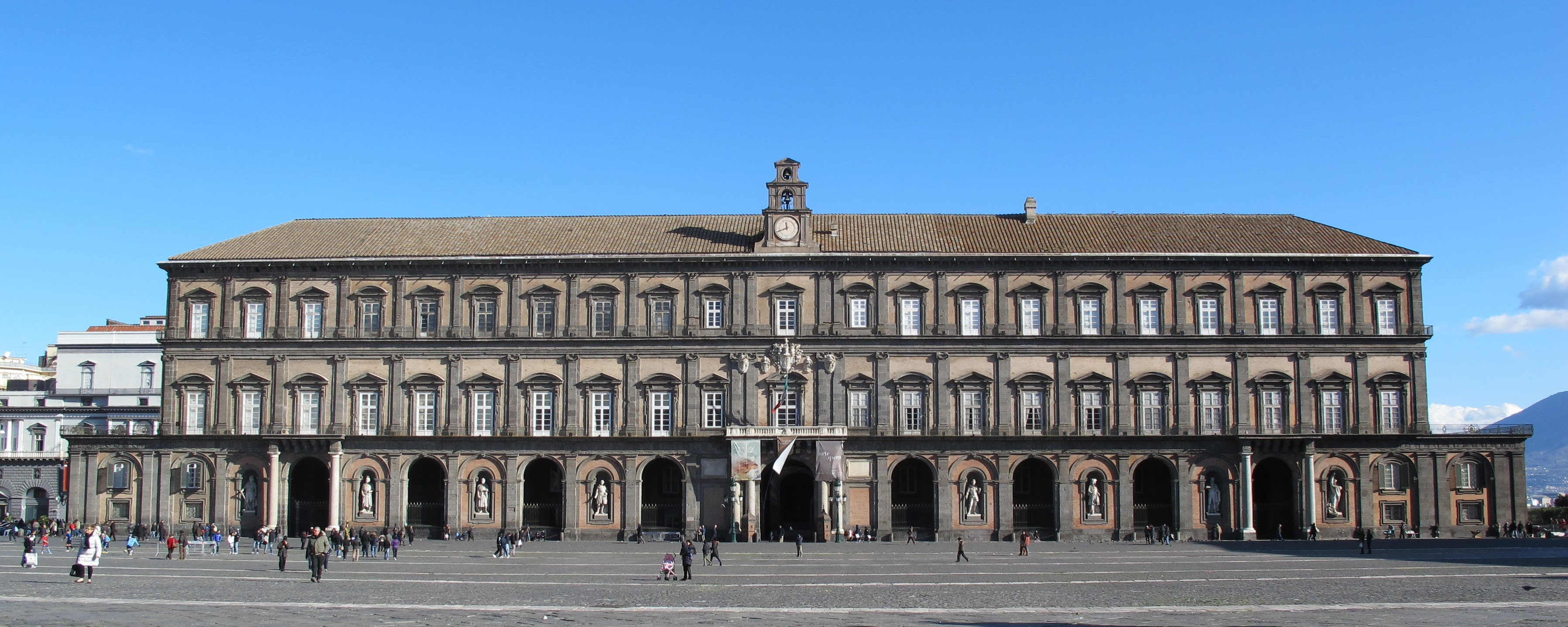
Il Palazzo Reale di Napoli

## Opere

### Opere a Roma

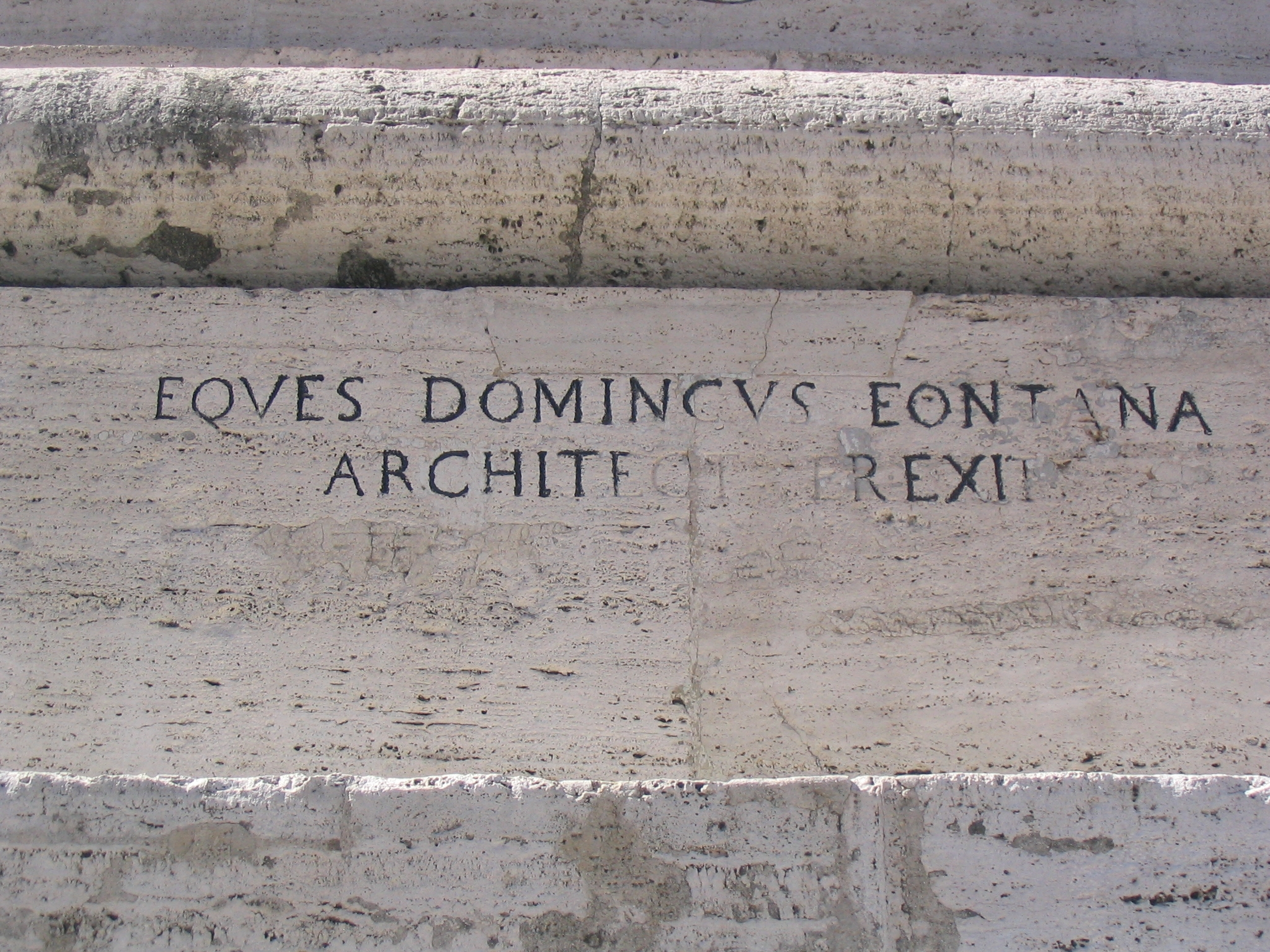
Base dell'obelisco in piazza S. Giovanni in Laterano

- Villa Montalto-Massimo detta anche Villa Peretti (1570)
- La sistemazione di San Luigi dei Francesi (1589)
- Palazzo del Laterano con la Loggia delle Benedizioni - Scala Santa al Laterano (1586-1588)
- I Palazzi Vaticani (1587)
- Erezione degli obelischi: di Piazza S. Pietro, Piazza del Popolo, Piazza San Giovanni e Piazzale Esquilino.
- Sistemazione delle Colonne Traianea e di Marco Aurelio
- Cappella Sistina di Santa Maria Maggiore
- Palazzo del Quirinale (la parte su Piazza Montecavallo)
- Realizzazione della Via Felice con l'incrocio delle Quattro Fontane

### Opere a Napoli
- Riqualificazione urbana di Napoli
- Palazzo Reale

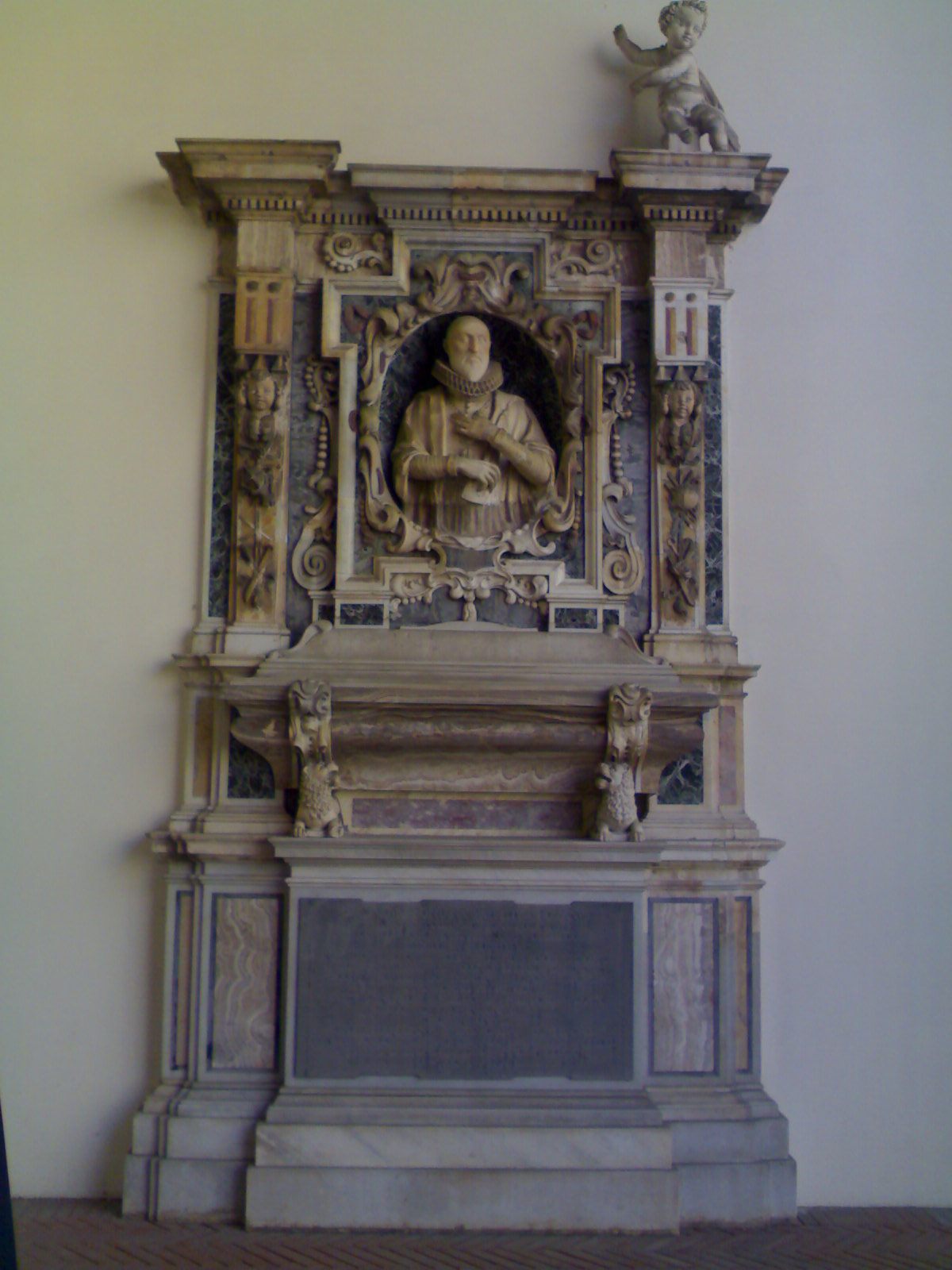
Sepolcro dell'architetto

- Complesso di Gesù e Maria (rimaneggiamento)
- Chiesa di Gesù e Maria
- Complesso dell'Eremo dei Camaldoli
- Chiesa di Santa Maria della Stella
- Complesso Badiale a Casamarciano.
- Fontana del Nettuno (disegno)
- Sculture nella Cattedrale
- Palazzo Carafa della Spina (probabile disegno)
- Canale Conte di Sarno, che collegava il fiume Sarno a Torre Annunziata
- Regi Lagni (opera idraulica a nord di Napoli)
- Chiesa di Sant'Erasmo (Castel Sant'Elmo)
- Chiesa di Santa Sofia a Giugliano in Campania

### Altre opere
- Villa Sforzesca, nei pressi di Castell'Azzara, (1576): vi lavorò assieme al fratello Giovanni.

## Opere scritte
- Della trasportatione dell'obelisco Vaticano et delle fabriche di nostro Signore Papa Sisto V, 1590 e in versione ampliata 1604 (ristampa 1979 a cura di A. Carugo; rist. parziale 1987 a cura di D. Conrad).

## Giovanni Fontana
Fratello maggiore di Domenico, (Melide, 1540 - 1614), giunse a Roma prima di Domenico; è meno studiato, ma svolse un ruolo importante operando al suo fianco come ingegnere idraulico e progettista di fontane.

## Giulio Cesare Fontana
Il figlio di Domenico, Giulio Cesare Fontana (1573 - 1627), fu un importante architetto attivo a cavallo tra il XVI secolo e il XVII secolo nel Regno di Napoli, completò alcune opere paterne e progettò opere ingegneristiche di bonifica nelle campagne a nord di Napoli. Eresse il primo nucleo del Palazzo degli Studi di Napoli oggi sede Museo Archeologico di Napoli.

## Filmografia
- Adriano Kestenholz, Domenico Fontana: ingegnere, architetto, urbanista, Produzione: Aleph film/RTSI, 2007.